# The Warning (퀸스라이크의 음반)
| 전문가 평가                      | 전문가 평가 |
| 평가 점수                        | 평가 점수   |
| 출처                             | 점수        |
| -------------------------------- | ----------- |
| AllMusic                         | [ 3 ]       |
| Collector's Guide to Heavy Metal | 8/10        |
| The Rolling Stone Album Guide    | [ 5 ]       |
| Ultimate Classic Rock            | Mixed       |

《The Warning》은 1984년 9월 7일에 발매된 미국의 프로그레시브 메탈 밴드인 퀸스라이크의 첫 번째 스튜디오 음반이다. 2019년 《메탈 해머》는 이 음반을 역대 13번째 베스트 파워 메탈 음반으로 선정했다.

## 배경
퀸스라이크는 월드 이벤트와 1949년 조지 오웰의 소설 《1984년》에서 영감을 받아 《Queensrÿche》 EP를 지원하기 위해 투어 중 《The Warning》의 자료를 썼다. 이 음반은 핑크 플로이드의 프로듀서 제임스 거스리와 함께 런던의 여러 녹음 스튜디오에서 녹음되었다.
2013년, 리드 싱어인 제프 테이트는 이 음반의 혼합에 대한 밴드의 불만을 다음과 같이 설명했다. "제가 창작의 자유를 제한하는 음반사를 경험한 유일한 때는 퀸스라이크의 첫 번째 음반 《The Warning》을 녹음할 때였습니다. 예산을 초과해서 30만 달러를 벌어들였고 레이블은 그 기록을 우리 손에서 꺼내 다른 사람에게 주었어요. 음반을 섞은 사람은 퀸스라이크가 무엇인지 전혀 몰랐습니다. 그는 하드 록 음악을 전혀 듣지 않았고 밴드의 어느 누구에게서도 의견을 듣지 않았습니다. 그는 단지 그것이 어떻게 들리는지에 따라 섞었을 뿐입니다. 그 밴드의 누구도 그 레코드를 들을 수 없었어요. 우리 모두 싫어했습니다요."
《The Warning》은 이 밴드가 더 많은 실험이 표현된 이후 음반들과는 달리 곧장 헤비 메탈 곡을 연주하며 개발 초기 단계에 있음을 보여준다. 미국에서는 비록 싱글 차트 중 어느 것도 국내에서 차트화되지는 않았지만, 중간 정도의 상업적 성공을 거두었다. 하지만, 〈Take Hold of the Flame〉은 특히 일본에서 국제적인 인기를 끌었다.

## 곡 목록
| #  | 제목             | 작사·작곡                | 재생 시간 |
| -- | ---------------- | ------------------------ | --------- |
| 1. | 〈Warning〉      | 제프 테이트, 마이클 윌튼 | 4:43      |
| 2. | 〈En Force〉     | 크리스 디가모            | 5:13      |
| 3. | 〈Deliverance〉  | 윌튼                     | 3:17      |
| 4. | 〈No Sanctuary〉 | 디가모, 테이트           | 6:02      |
| 5. | 〈N M 156〉      | 디가모, 테이트, 윌튼     | 4:35      |

| #  | 제목                       | 작사·작곡            | 재생 시간 |
| -- | -------------------------- | -------------------- | --------- |
| 6. | 〈Take Hold of the Flame〉 | 디가모, 테이트       | 4:54      |
| 7. | 〈Before the Storm〉       | 테이트, 윌튼         | 5:13      |
| 8. | 〈Child of Fire〉          | 테이트, 윌튼         | 4:33      |
| 9. | 〈Roads to Madness〉       | 디가모, 테이트, 윌튼 | 9:38      |